# 突襲：暗影傳說
《突襲：暗影傳說》是由Plarium Games開發兼發行的免費增值角色扮演手機遊戲，2018年7月29日在Android和iOS平台發行。Microsoft Windows和macOS版本於2020年1月21日推出。其圖像風格和動畫演出皆獲得評論界肯定，加上成功的廣告宣傳，使遊戲推出後獲得廣大玩家歡迎，迅速成為的代表作。

## 遊戲玩法

遊戲戰鬥畫面

《突襲：暗影傳說》是一款奇幻風格的回合制角色扮演游戏，採免費遊玩，且能以額外付費的手段來獲得當中的資源。遊戲的故事發生在虛構的泰拉利亞（Teleria）大陸，當大陸被黑暗之王希洛斯（Teleria）征服後，玩家扮演一位古老的泰拉利亞戰士，他復活後擊敗了魔王，並恢復了領土的和平與和諧。玩家必須組建一支戰隊，在城堡、地牢、沙漠以及由敵人和盟友防守的神殿等場所展開戰鬥。遊戲過程中，玩家會不斷累積「碎片」（Shards），其中包含了過去戰士的靈魂。碎片分為四種類型，具有不同的屬性。遊戲有兩種貨幣形式：容易獲得的「銀幣」（Silver）和相對難以獲取的「寶石」（Gems）。進入關卡戰鬥前必要支付「體力」（Energy），如果體力耗盡就無法繼續進入關卡。
該遊戲主要由具有故事情節的單人戰鬥組成，每場戰鬥有十二個級別，每個級別由七個階段組成，級別分為三個難度。遊戲還具有「競技場」（Arena）模式，戰鬥勝負能決定玩家的排名。玩家還可以加入「公會」（Clans）來與當中的成員共同作戰，獲取豐富的獎勵。
遊戲劇情由保羅·C·R·蒙克（Paul C.R. Monk）撰寫。《突襲：暗影傳說》採用了西方藝術風，受到黑暗奇幻的啟發，具有逼真寫實的角色。

## 反響
《突襲：暗影傳說》因鋪天蓋地的廣告活動而聞名，最著名的是它贊助了許多諸如YouTuber和Twitch這樣的串流媒體。這導致它成為網路迷因。在評論界，該遊戲因圖像演出而獲讚揚，但其課金則受到批評。《Pocket Gamer》稱讚「遊戲的圖像品質」、「精美的渲染和動畫」角色以及「為新玩家提供的豐富體驗」，但指出遊戲對於課金需求的做法相當積極。Gamezebo網站稱讚該遊戲「典型的動漫風視覺，帶來更逼真的黑暗奇幻外貌」，並說「迄今為止，我們已在該類型中看到了最出色的攻擊動畫和場景特效，可謂真正令人驚嘆的體驗。」但也批評如果不花錢，遊戲就難以有所進展：「尤其如果你不打算在各種升級上花任何實際的錢。」BlueStacks網站稱讚了視覺效果，寫道：「動畫演出簡直令人讚嘆不已，這畫質與你在這些遊戲中很少，」「喜歡像《魔戒》那樣以更現實的方式享受奇幻戰鬥的玩家，將會在《突襲：暗影傳說》中度過一段美好的時光。」南非技術網站對圖像表示讚賞，但由於過多的課金需求而讓遊戲整體顯得無趣。專評手機遊戲的網站認為《突襲：暗影傳說》對於抽卡RPG遊戲而言毫無新意。

## 外部連結
- 官方网站